# Libertador General San Martín (departamento do Chaco)
Libertador General San Martín é um departamento da Argentina, localizado na província do Chaco.